# العلاج بتحفيز الحركة المقيدة
العلاج بتحفيز الحركة المقيدة (CIMT) هو شكل من اشكال العلاج التأهيلي الذي يهدف إلى تحسين العمل الوظيفي للأطراف العلوية في السكتة الدماغية (stroke) وفي حالات تضرر الجهاز العصبي المركزي من خلال زيادة استخدام الطرف العلوي المتضرر.

## أنواع التقيد
الهدف من العلاج بتحفيز الحركة مقيده هو الجمع بين اعاقة الطرف الغير متأثر مع تكثيف استخدام الطرف المتأثر.
أنواع المقيدات تشمل اما حمالة، أو ضمادة مثلث الرأس، أو جبيرة، أو حمالة مع جبيرة، أو نصف قفاز، أو قفاز عادي. تحديد نوع المقيض يعتمد على المستوى المطلوب من الأمان وشدة العلاج؛ حيث بعض المقيضات تعمل على تقيد المستخدم من استخدام اليد والرسغ، مع ذلك تسمح باستخدام باقي اليد للوقاية من الوقوع في حالة فقدان التوازن عبر مد الذراع. لكن المقيدات التي تسمح في استحدام جزء من الطرف تكون اقل شدة لأنها تسمح من استخدام الطرف الغير المتأثر من العمل ببعض المهمات.
تكون مهمة المقيد هي إجبار الشخص على استخدام الطرف المتأثر لعمل حركات مفيدة من خلال اتمام المهمات عن طريق الطرف المتأثر وتسمى هذه العملية بالتكيف.
العلاج بتحفيز الحركة مقيده يشمل تقيد الذراع الغير متأثر بالخزل الشقي بسبب السكتة الدماغية أو الشلل الدماغي لمدة تصل إلى 90% من ساعات الإستيقاظ واستخدام الذراع المتأثر لعمل المهام اليومية. ولكن بعض الدراسات تتفاوت بساعات التقيد باليوم وخلال فترة العلاج.
العلاج بتحفيز الحركة المقيده يشمل الشخص بعمل مهام معينة بالذراع المتأثرة لمدة 6 ساعات من 10 أيام خلال 14 يوم بالإضافة إلى وضع قفاز مقيد أو حمالة لمدة 90% من ساعات الإستيقاظ. يعمل أيضا العلاج بتحفيز الحركة مقيده إلى تحسين إستراتيجية النظام الحركي من خلال العمل على هدف محدد بشكل مكثف باستخدام الذراع المتأثر لمدة ساعتين لكل يوم لمدة 10 أيام بالإضافة إلى وضع المقيدات لمدة أسبوعين إلى ثلاث اسابيع.
الكثير من المصابين من الخزل الشقي لسنين تعالجوا من خلال العلاج بتحفيز الحركة المقيده. ولكن العلاج بتحفيز الحركة المقيده يكون أكثر فاعلية عند تطبيقه خلال الأشهر الأولى بعد الإصابة (3-9 أشهر بعد السكتة الدماغية) من الذين طبقوه بوقت متإخر (15-21 شهر) بعد السكتة الدماغية.
يعتمد العلاج بتحفيز الحركة المقيده إلى امرين الأول هو استخدام الذراع المتأثر بشكل مركز ومكرر والثاني استخدام المقيد لمدة 90% من ساعات الإستيقاظ.

## آلية التكيف
العلاج بتحفيز الحركة المقيده تم تطويرة من إدوارد توب (Edward Taub) من جامعة الاباما في برمنجهام (University of Alabama at Birmingham) ويقول في ذلك انه بعد السكتة الدماغية المصاب لا يستخدم الطرف المتأثر بسبب الصعوبة في ذلك. في النهاية تحدث عملية «تعلم عدم الاستخدام» وهي عملية تغذية راجعة سلبية، مما يزيد من تدهور الحالة.
المصاب لا يستطيع تحريك الطرف المتأثر أو تكون الحركة غير كافية وغير متوازنة مما يؤدي إلى تقليل الحركة. هذه العملية التي يريد العلاج بتحفيز الحركة المقيده مقيده من عكسها. الهيئة الأمريكية للسكتة الدماغية (American Stroke Association) كتبت ان علاج الذي طوره توب هو المقدمة في العلاج.
عندما يستخدم المصاب بالطرف المتأثر بتمارين متكررة الدماغ يكون طرق عصبية جديدة (new neural pathways).
هذا التغير يسمى بالدونة العصبية (neuroplasticity). دراسة تمت من (Deluca et al) اظهرت باستخدام التحفيز المغناطيسي للدماغ (Transcranial Magnetic Stimulation) ان الجزء الذي يهتاج من قشرة الدماغ المتأثرة بالمصاب البالغ من السكتة يتضاعف حجمه بعد 12 يوم من العلاج. هذا ادى إلى استخدام العلاج بتحفيز الحركة المقيده للإطفال المصابين بالشلل الدماغي الذي يكون فيه طرف متأثر أكثر من الآخر حيث أن الدونة العصبية للاطفال أكبر من عند البالغين.

## استخدامات العلاج بتحفيز الحركة المقيده
العلاج بتحفيز الحركة المقيده يمكن تطبيقة على 755 من المصابين من السكتة الدماغية، على الرغم من أن كمية تحسين التي تنتجها العلاج بتحفيز الحركة المقيدة تتضائل كلما تدهورت القدرة العصبية الأولية من المصاب. العلاج بتحفيز الحركة المقيده اظهر انه طريقة فعالهه لإعادة التأهيل بغض النظر عن القدرة العصبية الأولية، والإزمان، والعلاج المسبق، وجانب الخزل الشقي، ومكان الاحتشاء. هذا يدل على أن العلاج بتحفيز الحركة المقيده المطورة للدونة العصبية يمكن أن تعمل بغض النظر عن المسارات المتضررة من الاعصاب.
لكن يجب استعمال درجات مختلفة من العلاج بتحفيز الحركة اعتمادا على تدهور القدرة العصبية الأولية من المصاب، حيث أن المرضى الذين يعانون شلل الطرف يكون غير ملائم للعلاج بتحفيز الحركة.
علاج فقدان القدرة على الكلام (الحبسة) بالتقيد هو علاج تم اخذه من العلاج بتحفيز الحركة المقيده للمصابين بالحبسة وتستخدم للحبسة التعبيرية أو للحبسة الحسية. كالعلاج بالحركة المقيدة، يكون العلاج فيها مكثف وغالبا لمدة 10 أيام لعدة ساعات باليوم، ويجب فيها على المصاب بالتكلم دون استخدام أي اشارات وتأشير عند التواصل مع الآخرين، حيث توضع المقيدات على استخدام الاشارات لتحسين التواصل الشفوي.
وقد أثبت العلاج بتحفيز الحركة المقيدة إلى جانب التدريب المكثف والمتنوع انها فعالة في الحد من التشنج وزيادة وظائف الطرف العلوي في مرضى السكتة الدماغية المزمنة. أجرى سبيرز، واوبيرغ، وسكارقن دراسة في عام 2010 احتوت على مصابين بالسكتة الدماغية بين 6 أشهر إلى 10 سنوات ما بعد السكتة الدماغية. تم تقييد الطرف العلويالغير متأثر باستخدام حزام موقف تقييد ل90٪ من ساعات الاستيقاظ، 7 أيام في الأسبوع، لمدة 2 اسابيع وكانوا التعيين فردي من قبل أخصائي العلاج الطبيعي والعلاج الطبيعي المهني على أن يكمل 5 أيام في الأسبوع في عيادة لإعادة التأهيل للمرضى في عيادات الخارجية. تم قياس خفض التشنج والتحسن الوظيفي خلال الأسبوعين التالين واستمر التحسن لمدة 6 أشهر. مما يدل على أن الخزل الشقي يمكن أن يستفيد بشكل كبير من العلاج بتحفيز الحركة المقيدة مع تقليل مضاعفات عدم الاستخدام، وتقليل التشنج، وتحسين حركة الطرف المتأثر في الاشغال اليومية.
آثار العلاج بتحفيز الحركة المقيدة اظهرت انها تحسن الحركة ليس فقط ان تبقى مستقرة خلال أشهر بعد إكمال العلاج بل تعمل على تحسين الأعمال اليومية.
يمكن الحصول على هذا التحسن مع «مجموعة نقل» للعلاج بتحفيز الحركة المقيدة التي من خلالها يقوم أخصائي العلاج الطبيعي بتطبيق استراتيجيات مختلفة لمساعدة المريض على الالتزام بمتطلبات العلاج بتحفيز الحركة المقيدة خارج الإعداد السريري وهذه الاستراتيجيات: 1. مراقبة، الأمر الذي يتطلب المرضى لتوثيق أدائهم من السلوكيات المستهدفة؛ 2. حل المشاكل، الأمر الذي يتطلب المرضى لإيجاد حلول وتحديد النتائج إلى العقبات المحتملة؛ و3. التعامل السلوكي، الذي ينطوي على الحصول على المرضى لتحديد مكونات وطرق تنفيذ السلوكيات العادية. أظهر غوتييه وزملاؤه على أهمية «مجموعة نقل» بمقارنة نتائج قياس العشرات من المرضى في مرحلة ما بعد السكتة الدماغية الذين شاركوا في العلاج بتحفيز الحركة المقيدة مع وبدون «مجموعة نقل». أولئك الذين تضمنت «مجموعة نقل» العلاج كان على درجة أعلى بكثير في الجودة على نطاق الحركة من أولئك الذين لم يتضمن «مجموعة نقل» العلاج ، مشيرا إلى أن المجموعة الأولى استخدمت الذراع المصابة بشكل أكثر في مواقف الحياة الحقيقية.

## حصر التطبيق
حاليا، لم يتم إدراج العلاج بتحفيز الحركة المقيدة كجزء من الممارسة القياسية لتأهيل الطرف العلوي المتعرض للخزل الشقي. حيث أطلقت المخاوف بشأن إمكانية تعميم النتائج التي تم الحصول عليها من البحوث، كمعايير اختيار العلاج بتحفيز الحركة المقيدة حيث استبعدت البحوث المرضى الذين يعانون من السكتة الدماغية معتدلة أو أكثر حدة، وذلك بسبب مشاكل التوازن والعجز المعرفي خطيرة وفقدان القدرة على الكلام؛ الأمر الذي قد يقلل فهم تعليمات السلامة وتتداخل مع قدرة المريض على التواصل الصعوبات.
تكلفة الموارد اللازمة لإجراء العلاج بتحفيز الحركة المقيدة مرتفعة. يتم إنشاء التكاليف نظرا لكثافة العلاج المطلوب للعلاج بتحفيز الحركة المقيدة، حيث يتلقى المشاركون عادة ما يصل إلى 6 ساعات من العلاج واحد على واحد على الأقل 5 أيام في الأسبوع لمدة 2 أسابيع. العلاج بتحفيز الحركة المقيدة يمكن أن يكون مكلفا للغاية بالنسبة للمرضى دفع بها المريض أو الأنظمة الرعاية الصحية الممولة من القطاع العام في محاولة لجعل هذا البرنامج متاح لجميع الناجين من السكتات الدماغية المؤهلة.
قضايا السلامة مع استخدام القيد، ونقص المرافق، وتكلفة توفير جلسات العلاج واحد على واحد، وتكاليف الفرص البديلة المرتبطة بعجز الطبيب المعالج لمعرفة وعلاج المرضى الآخرين ساهم ذلك إلى حصر اعتماد العلاج بتحفيز الحركة المقيدة
قدرة المريض على تحمل كثافة ومدة جلسات العلاج يعمل على حصر لاعتماد العلاج بتحفيز الحركة المقيدة. وقد أبدى مرضى السكتة الدماغية ان طول وقت ارتداء القيد كأسباب في عدم المشاركة طويلا.
في حين أن نتائج العلاج بتحفيز الحركة المقيدة ساهم في تحسين استعمال الطرف المصاب في عدد من المصابين، من غير المعروف ان كان الجمع بين المقيد والعلاج ضروري لتحقيق النتائج شهدت أم الفائدة من التعرض لذات الكثافة العالية، وأنشطة محددة تركز على استخدام أطرافهم المتضررة.